# 박효준 (배우)
박효준(1980년 6월 12일~)은 대한민국의 배우이다.

## 학력
- 서울군자초등학교 (졸업)
- 장안중학교 (졸업)
- 동국대학교사범대학부속고등학교 (졸업)
- 중부대학교 대학원 연극영화과 (석사)

## 연기 활동

### 영화
- 2003년 《동갑내기 과외하기》 ... 혁재 역
- 2004년 《말죽거리 잔혹사》 ... 햄버거(함재복) 역
- 2004년 《신부수업》 ... 밧데리 웨이터 역
- 2005년 《오로라 공주》 ... 장명길 역
- 2005년 《역전의 명수》 ... 넙치 역
- 2005년 《파랑주의보》 ... 오성진 역
- 2006년 《카리스마 탈출기》 ... 한수 2 역
- 2006년 《스승의 은혜》 ... 허달봉 역
- 2006년 《비열한 거리》 ... 하마 역
- 2007년 《특별시 사람들》 ... 덕배 역
- 2007년 《마을금고 연쇄습격사건》 ... 만수 역
- 2009년 《귀신 이야기》 ... 구태 역
- 2012년 《R2B: 리턴투베이스》 ... 박 이병 역
- 2013년 《붉은 가족》 ... 차주인 남 역
- 2014년 《백프로》 ... 영민 역
- 2014년 《스톤》 ... 광팔후배 역
- 2015년 《파일 - 4022일의 사육》 ... 한영민 역
- 2019년 《나쁜 녀석들: 더 무비》 ... 윤철주 역
- 2022년 《효자》 ... 춘복 역
- 2024년 《황야》 ... 타이거 역

### 드라마
- 2004년 SBS 월화 특별기획 드라마 《장길산》 ... 강선흥 역
- 2005년 SBS 드라마스페셜 《건빵선생과 별사탕》
- 2005년 KBS2 월화 미니시리즈 《러브홀릭》 ... 박경오 역
- 2007년 MBC 수목 미니시리즈 《개와 늑대의 시간》 ... 아화 역
- 2010년 MBC 수목 미니시리즈 《아직도 결혼하고 싶은 여자》 ... 신영의 카메라 맨 역
- 2010년 tvN 금요시트콤 《위기일발 풍년빌라》 ... 하근 역
- 2011년 SBS 월화 미니시리즈 《내게 거짓말을 해봐》 ... 효준 역
- 2012년 KBS2 수목 미니시리즈 《적도의 남자》 ... 금줄 역
- 2012년 tvN 수목 미니시리즈 《인현왕후의 남자》 ... 드라마 '新 장희빈'에 출연하는 배우 역
- 2012년 TV조선 주말 미니시리즈 《지운수대통》 ... 오경훈 역
- 2012년 KBS2 드라마 스페셜 《노숙자씨의 행방》 ... 이수철 역
- 2013년 tvN 일요 시트콤 《푸른거탑》 ... 박효준 역 (특별출연)
- 2014년 JTBC 월화 미니시리즈 《우리가 사랑할 수 있을까》 ... 권태현 역
- 2014년 KBS2 월화 미니시리즈 《빅맨》 ... (특별출연) 역
- 2014년 OCN 토요 미니시리즈 《나쁜 녀석들》 ... 윤철주 역
- 2015년 KBS2 수목 미니시리즈 《장사의 신 - 객주 2015》 ... 웃돌 / 암망치 역
- 2016년 OCN 일요 미니시리즈 《뱀파이어 탐정》 ... 최철용 역
- 2016년 tvN 금토 미니시리즈 《신데렐라와 네명의 기사》 ... 카센터에서 항의하던 진상 고객 역 (특별출연)
- 2017년 OCN 주말 미니시리즈 《보이스》 ... 경찰 역 (특별출연)
- 2017년 KBS2 월화 미니시리즈 《쌈 마이웨이》
- 2023년 tvN 월화 미니시리즈 《청춘월담》 ... 삼칠 역

### 연극
- 2007년 《매직타임》

### 뮤직비디오
- 2006년 이수영 - Grace
- 2006년 이수영 - 비밀

### 예능
- 2011년 MBC 《무한도전》
- 2013년 MBN 《토크대발견 보물섬》
- 2013년 SBS 《월드 챌린지 - 우리가 간다》
- 2014년 SBS 《스타 VS 국민도전자, 페이스오프》
- 2015년 KBS2 《위기탈출 넘버원》
- 2020년 Olive 《뭐든지 베스트 셀러》
- 2022년 tvN 《어쩌다 사장 시즌2》
- 《황금어장 라디오스타》

## 경력
- 2010년 제10회 대한민국청소년영화제 홍보대사
- 2012년 중부대학교 연극영화과 겸임교수